# Kühne Logistics University

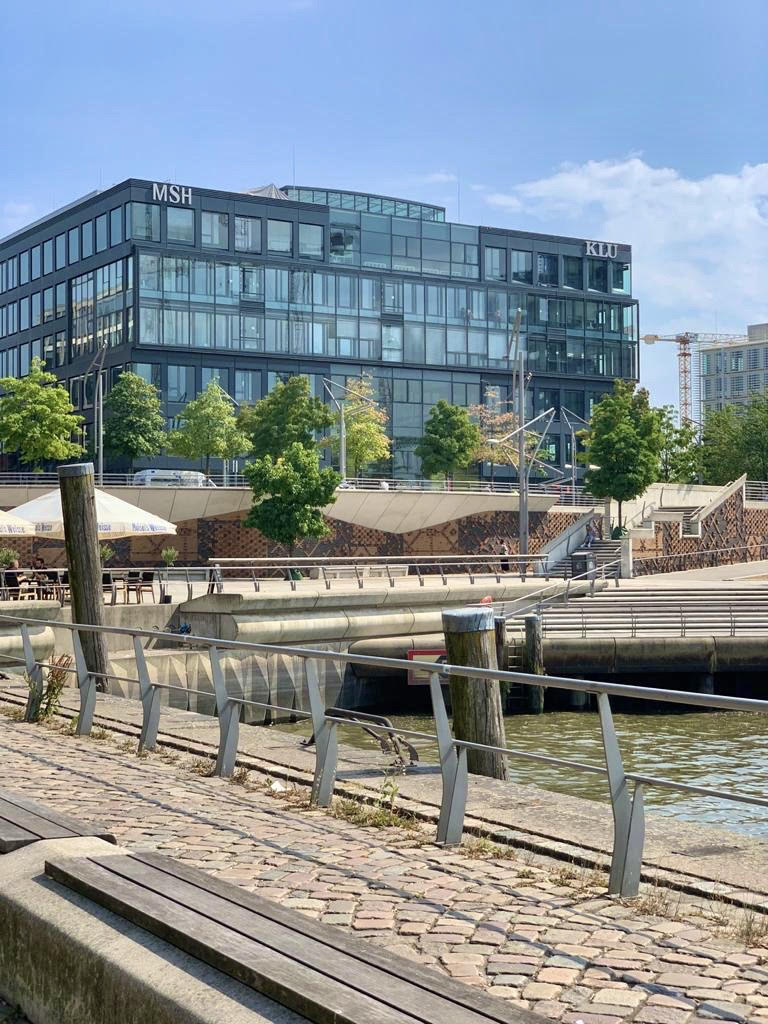
KLU Universitate

Kühne Logistics University (KLU) este o școală de afaceri privată și universitates cu sediul în Hamburg, Germania. Înființată în 2010 de antreprenorul și miliardarul german Klaus-Michael Kühne (acționar al Kühne și Nagel, Hapag-Lloyd și Lufthansa), KLU promovează managementul general, operațiunile și managementul lanțului de aprovizionare. Actualul președinte este Andreas Kaplan. 
KLU acoperă întregul portofoliu de educație universitară și executivă, de la diplome de licență și masterat, un MBA, la un program de doctorat structurat. Universitatea este finanțată în principal din taxele de școlarizare și Fundația Kühne.